# Emily Laquer

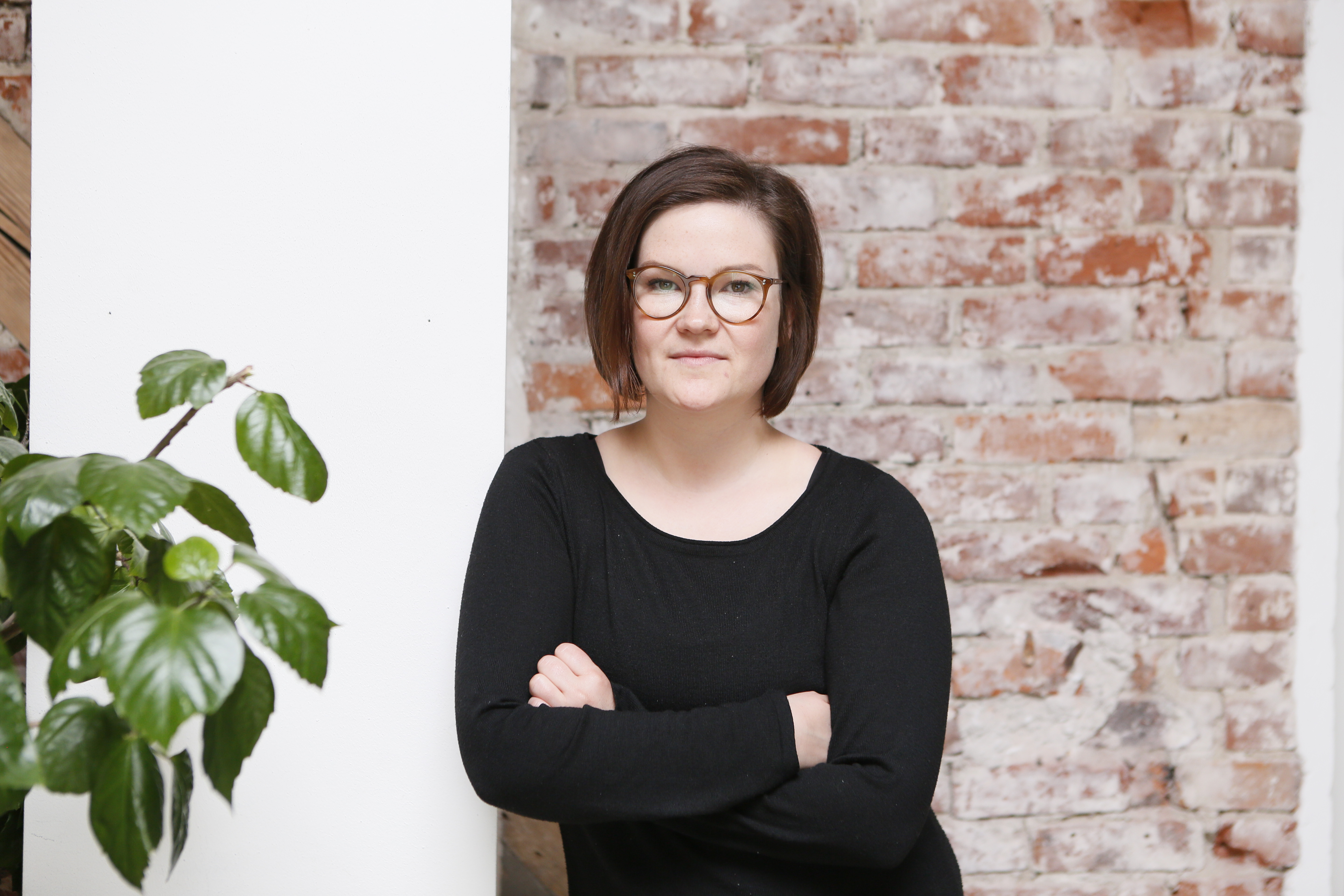
Emily Laquer, 2017

Emily Laquer ([la'kɛʁ]; * 24. Mai 1987 in Nürnberg) ist eine deutsch-amerikanische Aktivistin. Bekannt wurde sie als Sprecherin einer Demonstration und Mitorganisatorin der Blockaden gegen den G20-Gipfel in Hamburg 2017. Sie war bis 2023 Mitglied der interventionistischen Linken und wurde zwischen 2017 und 2019 vom Verfassungsschutz der linksextremen Szene zugeordnet.

## Leben
Laquer wuchs in Nürnberg auf und besitzt die deutsche und amerikanische Staatsbürgerschaft, nachdem ihre Familie jüdischer Abstammung vor dem Nationalsozialismus in die USA geflohen war. Laquer ist mit dem amerikanischen Historiker und Publizisten Walter Laqueur verwandt.
Nach dem Abitur wurde Laquer in der Klimaschutz- und Anti-Atomkraft-Bewegung aktiv. Sie studierte in den USA und in Deutschland Politik- und Rechtswissenschaften, ohne einen Abschluss zu erreichen. Sie zählt sich zur „Generation Heiligendamm“, dem Protest gegen den G8-Gipfel an der Ostsee im Jahr 2007, bei dem sie „politisch sozialisiert“ worden sei. Laquer bezeichnet sich selbst als „Kommunistin im 21. Jahrhundert“.
Seit 2017 lebt sie in Hamburg-St. Pauli und arbeitete als Pressesprecherin, ab 2018 im Argument Verlag und von 2019 bis 2021 im VSA-Verlag. 2021 gründete sie eine PR-Agentur für Aktivisten.

### G20-Gipfel in Hamburg 2017
Im Zusammenhang mit den Protesten gegen den G20-Gipfel in Hamburg 2017 trat sie in den Medien als Sprecherin der interventionistischen Linken auf und organisierte eine Großdemonstration mit 77.000 Teilnehmern unter dem Titel „Grenzenlose Solidarität statt G20“. Im Zentrum ihrer Forderungen standen Kapitalismuskritik, Abrüstung, der Schutz von Geflüchteten und Klimaschutz. Sie verneinte im Vorfeld und auch nach dem Gipfel ausdrücklich eine Distanzierung der interventionistischen Linken von politischer Gewalt.
In einer Analyse über „Antikapitalistischen Krawall“ für die Konrad-Adenauer-Stiftung erwähnt Rudolf van Hüllen Laquer als „das Gesicht der Gewalt von Hamburg“.

### Klimaschutzbewegung
Laquer engagiert sich auch in der Klimaschutzbewegung und beteiligte sich unter anderem an Aktionen von Ende Gelände. Der Hamburger Innensenator Andy Grote kritisierte 2019, sie werde „in Hamburg wie eine Ikone herumgereicht“ und versuche mit der interventionistischen Linken, „die Klimakundgebungen von Schülern zu unterwandern“.

### Talkshow-Training
Im Wahlkampf zur Bundestagswahl 2021 wurde bekannt, dass Teilnehmer von zwei Fernsehsendungen mit den Kanzlerkandidaten Armin Laschet und Olaf Scholz in ARD und ProSieben zuvor an „Talkshow-Trainings“ mit Laquer teilgenommen hatten.